# Prline
Prline – wieś w Bośni i Hercegowinie, w Federacji Bośni i Hercegowiny, w kantonie tuzlańskim, w gminie Lukavac. W 2013 roku liczyła 90 mieszkańców, z czego większość stanowili Boszniacy.